# Moord op Johan van der Heyden
De moord op Johan van der Heyden ook wel bekend als de Steenbergse speciekuipmoord was een geruchtmakende moord in Nederland die plaatsvond op 3 juni 2019. De Belgische Johan van der Heyden werd hierbij ontvoerd en op een woonwagenkamp in Steenbergen doodgemarteld, waarna zijn lichaam in stukken werd gezaagd. 
De destijds 32-jarige Nicky. S. uit Bergen op Zoom werd in 2021 voor de moord veroordeeld tot 17 jaar cel en tbs. 

## Moord
Op 1 juni 2019 werd Van der Heyden door Wanda van R. naar haar woning in Zoersel gelokt en gedrogeerd. Van der Heyden had op het moment van zijn ontvoering al enkele jaren een heimelijke affaire met deze Nederlandse prostituee die door Van der Heyden ook in verregaande mate financieel werd ondersteund. Volgens Wanda van R. had Van der Heyden haar verteld dat hij een grote hoeveelheid zwart geld had opgespaard. Samen met haar vriend Nicky S. bedacht Wanda R. een plan waarbij zij Van der Heyden in haar woning zouden drogeren waarna Nicky S. ondertussen het zwarte geld uit de woning van Van der Heyden zou kunnen ontvreemden.  
Nicky S. kon het geld echter niet vinden en keerde onverrichter zake terug naar de woning van Wanda van R. waarna zij beiden Van der Heyden in zijn eigen werkbus naar een woonwagenkamp in het Noord-Brabantse Steenbergen brachten. Onderweg werd Van der Heyden door Nicky. S. met zijn eigen gereedschap mishandeld en geslagen in de hoop achter de locatie van het geld te komen. In het woonwagenkamp werd hij anderhalve dag door S. gemarteld, waarna hij aan zijn verwondingen bezweek. 
Vervolgens zaagde Nicky S. het lichaam van Van der Heyden met een kettingzaag in stukken en verbrandde hij met de hulp van twee andere woonwagenbewoners (Edna V. en haar dochter Cheyenne V.) die hij kende vanuit de handel in wiet de resten op een barbecue, waarna zij het stoffelijk overschot in een met beton gevulde speciekuip in het Schelde-Rijnkanaal, in het riool en op de vuilstort gooiden.

## Slachtoffer
Johan van der Heyden (1963-2019) was afkomstig uit het Belgische Lint, waar hij actief was als zelfstandig loodgieter. Hij was getrouwd en had twee zoons. 

## Aanhouding
Dankzij wegcamera's kon de route van de gestolen bestelbus getraceerd worden. Op het woonwagenkamp in Steenbergen werden bot- en bloedresten gevonden. Na een anonieme tip werd eind januari 2020 een speciekuip met beton en menselijke resten in het Schelde-Rijnkanaal bij het Brabantse Nieuw-Vossemeer gevonden. Later werd op dezelfde locatie ook de kettingzaag gevonden die door een van de verdachten (Cheyenne V.) op de dag van de moord in een bouwmarkt in Steenbergen was gekocht en waarmee het lichaam van Van der Heyden in stukken was gezaagd.

## Rechtszaak
De officier van justitie eiste 22 jaar celstraf en tbs met dwangverpleging  tegen Nicky S. Tegen Wanda van R. werd 12 jaar geëist. Tegen de twee handlangers, Edna V. en haar dochter Cheyenne, werd respectievelijk 10 jaar en 15 maanden cel geëist

Tijdens de rechtszaak wezen Nicky S. en Wanda van R. elkaar aan als schuldigen. Wanda van R. gaf toe mee te hebben geholpen aan de ontvoering en wegmaken van Van der Heyden, maar ontkende hem te hebben gedood, terwijl Nicky S. via zijn advocaat beweerde in het geheel niets met de moord te maken te hebben en zelf slachtoffer te zijn van een complot. Bij alle directe vragen van de rechters beriep S. zich op zijn zwijgrecht.
Op 1 september 2021 werd Nicky S. veroordeeld tot 17 jaar gevangenisstraf en tbs met dwangverpleging. Wanda van R. werd veroordeeld tot 10 jaar gevangenschap, de medeplichtige Edna V. tot een celstraf van acht jaar. De dochter van Edna V. werd ontslagen van rechtsververvolging wegens psychische overmacht.

## Verdere ontwikkelingen
De advocaat van Nicky S. tekende na de veroordeling hoger beroep aan. 
Op 12 oktober 2022 deed Nicky S. een ontsnappingspoging uit de Penitentiaire Inrichting in Alphen aan den Rijn, door de tralies van zijn cel door te zagen en met behulp van aan elkaar geknoopte lakens over het hekwerk te ontkomen. De ontsnapping kon door cipiers verijdeld worden nadat Nicky S. ten val was gekomen. De bestuurder van de beoogde vluchtwagen, een heroïneverslaafde uit Bergen op Zoom, werd in januari 2023 veroordeeld tot één jaar celstraf voor zijn rol bij de ontsnappingspoging.